# 努夫林根
努夫林根是德国巴登-符腾堡州的一个市镇。总面积10.04平方公里，总人口5418人，其中男性2706人，女性2712人（2011年12月31日），人口密度540人/平方公里。